# Coahoma County

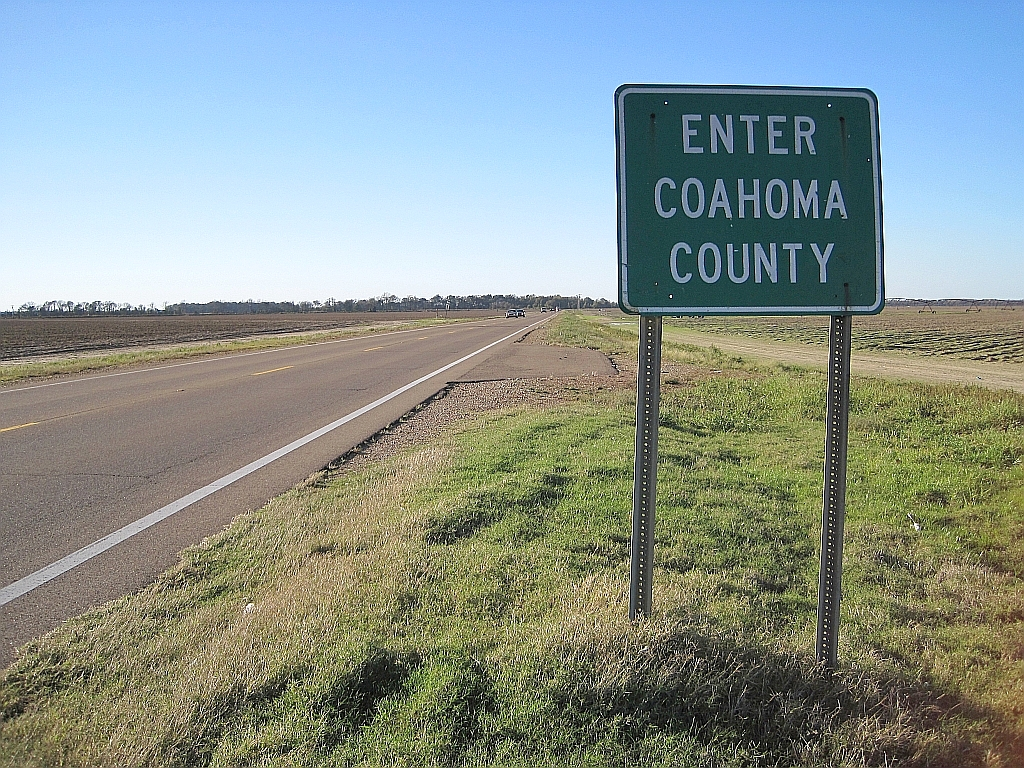
Coahoma County, Mississippi

Coahoma County is een county in de Amerikaanse staat Mississippi.
De county heeft een landoppervlakte van 1.435 km² en telt 30.622 inwoners (volkstelling 2000). De hoofdplaats is Clarksdale.